# Линейная задача о назначениях в узких местах
В комбинаторной оптимизации под линейной задачей о назначениях на узкие места (linear bottleneck assignment problem, LBAP) понимается задача, похожая на задачу о назначениях.
В простых словах задача ставится следующим образом:
Имеется некоторое число исполнителей и некоторое число работ. Любой исполнитель может выполнять любую работу, выполнение которой может обойтись в некоторую цену, которая зависит он назначения исполнитель-работа. Требуется выполнить все работы при назначении в точности одного исполнителя на каждую работу таким образом, чтобы минимизировать максимальную цену, встретившуюся при назначениях.
Термин «узкое место» объясняется обычным способом использования задачи, когда в качестве цены берётся продолжительность выполнения работы исполнителем. В этих условиях «максимальная цена» превращается в «максимальную продолжительность», которая является узким местом при планировании полной работы, и вот эту максимальную продолжительность следует сделать как можно меньше.
Линейная задача о назначениях на узкие места была впервые изложена Фалкерсоном (Fulkerson), Гликсбергом (Glicksberg) и Гроссом (Gross) в работе, посвящённой распределению работ по машинам с целью минимизировать время выполнения заказа.

## Формальное определение
Формальное определение задачи о назначениях на узкие места выглядит следующим образом: 
Заданы два множества, A и T, вместе с весовой функцией C : A × T → R. Найти биекцию f : A → T такую, что функция стоимости:
{\displaystyle \max _{a\in A}C(a,f(a))}
минимальна.
Обычно функция веса задаётся как квадратная вещественная матрица C, так что функцию стоимости можно записать следующим образом:
{\displaystyle \max _{a\in A}C_{a,f(a)}}

## Формулировка задачи как задачи математического программирования
{\displaystyle \min \,\max _{i,j}c_{i,j}x_{i,j}}
при условиях:
{\displaystyle \sum _{j=1}^{n}x_{i,j}=1\ (i=1,2,\dots ,n),}
{\displaystyle \sum _{i=1}^{n}x_{i,j}=1\ (j=1,2,\dots ,n),}
{\displaystyle x_{i,j}\in \{0,1\}\ (i,j=1,2,\dots ,n)}

## Методы решения
Для решения задачи полезна следующая лемма:
Лемма. Пусть {\displaystyle C=(c_{i,j})} — матрица цен задачи,
Тогда
1. Оптимальное значение задачи определяется одним из элементов матрицы  {\displaystyle c_{i,j}}.
2. Оптимальное решение зависит только от относительного порядка элементов матрицы, а не от их числовых значений
Пример. Пусть задана матрица
{\displaystyle C={\begin{pmatrix}\pi &{\sqrt {3}}&54392\\0&e^{3}&e^{3}\\{-}2&\sin {(\pi /8)}&4\\\end{pmatrix}}}
Упорядочиваем элементы матрицы
{\displaystyle -2<0<\sin {(\pi /8)}<{\sqrt {3}}<\pi <4<e^{3}=e^{3}<54392}.
Заменяем наименьший элемент −2 на 0, следующий за ним 0 заменяем на 1, затем {\displaystyle \sin {(\pi /8)}} заменяем на 2 и так далее. 
Получим следующую матрицу:
{\displaystyle C'={\begin{pmatrix}4&3&7\\1&6&6\\0&2&5\\\end{pmatrix}}}.
Оптимальным решением задачи будет перестановка {2, 1, 3} с максимальным значением для матрицы {\displaystyle C'} 5, что соответствует значению 4 в исходной матрице {\displaystyle C}.

### Пороговый алгоритм
Идея использования метода пороговых значений принадлежит Гарфинкелю (Garfinkel). 
```
Присваиваем начальные значения 

  

    

      

        

          
t

          

            
min

          

        

        
=

        

          
min

          

            
i

            
,

            
j

          

        

        

          

            
c

            

              
i

              
,

              
j

            

          

        

        
,

        

          
t

          

            
max

          

        

        
=

        

          
max

          

            
i

            
,

            
j

          

        

        

          

            
c

            

              
i

              
,

              
j

            

          

        

      

    

    
{\displaystyle t_{\min }=\min _{i,j}{c_{i,j}},t_{\max }=\max _{i,j}{c_{i,j}}}

  

.
Если 

  

    

      

        

          
t

          

            
min

          

        

        
=

        

          
t

          

            
max

          

        

      

    

    
{\displaystyle t_{\min }=t_{\max }}

  

, то
  оптимальное значение = 

  

    

      

        

          
t

          

            
min

          

        

      

    

    
{\displaystyle t_{\min }}

  

 и любая перестановка {1, 2, . . . , n} оптимальна.
В противном случае, 
  пока существуют 

  

    

      

        

          
c

          

            
i

            
,

            
j

          

        

        
:

        

          
t

          

            
min

          

        

        
<

        

          
c

          

            
i

            
,

            
j

          

        

        
<

        

          
t

          

            
max

          

        

      

    

    
{\displaystyle c_{i,j}:t_{\min }<c_{i,j}<t_{\max }}

  

, выполнить
    Находим 
медиану
, t чисел 

  

    

      

        

          
t

          

            
min

          

        

        
<

        

          
c

          

            
i

            
,

            
j

          

        

        
<

        

          
t

          

            
max

          

        

      

    

    
{\displaystyle t_{\min }<c_{i,j}<t_{\max }}

  

    Строим граф 

  

    

      

        
T

      

    

    
{\displaystyle T}

  

    Если 

  

    

      

        
T

      

    

    
{\displaystyle T}

  

 содержит 
совершенное паросочетание
, то принимаем 
      

  

    

      

        

          
t

          

            
min

          

        

        
=

        
t

      

    

    
{\displaystyle t_{\min }=t}

  

    иначе принимаем 
      

  

    

      

        

          
t

          

            
max

          

        

        
=

        
t

      

    

    
{\displaystyle t_{\max }=t}

  

 
    конец если
  конец цикла
  Если проверка существования совершенного паросочетания для  

  

    

      

        

          
t

          

            
min

          

        

      

    

    
{\displaystyle t_{\min }}

  

 не выполнялась, выполним её.
  Строим граф 

  

    

      

        
T

      

    

    
{\displaystyle T}

  

 для 

  

    

      

        

          
t

          

            
min

          

        

      

    

    
{\displaystyle t_{\min }}

  

  Если 

  

    

      

        
T

      

    

    
{\displaystyle T}

  

 содержит совершенное паросочетание, принимаем
    

  

    

      

        

          
t

          

            
max

          

        

        
=

        

          
t

          

            
min

          

        

      

    

    
{\displaystyle t_{\max }=t_{\min }}

  

  конец если
конец если
```

Оптимальное значение будет равно {\displaystyle t_{\max }}, и оптимальное решение можно найти из соответствующего графа.
Как видим, на каждом шаге цикла 'пороговый  алгоритм' проходит два этапа. На первом этапе выбирается 'пороговое значение' {\displaystyle t} и 'пороговая матрица' {\displaystyle T}, которая определяется следующим образом:
{\displaystyle T_{i,j}=}
1, если {\displaystyle c_{ij}>t}
0 в противном случае.
На втором этапе проверяется, существует ли назначение с нулевой ценой (для матрицы цен {\displaystyle T}). 
Для проверки этого конструируется двудольный граф G = (U, V; E) с |U| = |V| = n
и дуги {\displaystyle [i,j]\in E} тогда и только тогда, когда {\displaystyle T_{i,j}=0}. (Другими словами, мы должны проверить, содержит ли двудольный граф, соответствующий пороговой матрице, совершенное паросочетание или нет). Минимальное пороговое значение {\displaystyle t}, для которого соответствующий двудольный граф содержит совершенное паросочетание, является оптимальным значением задачи.
Существует несколько путей реализации порогового алгоритма. 
Одна из возможностей — использовать двоичный поиск на первом этапе.
Это приведёт к {\displaystyle O(M(n)\log(n))} алгоритму, где {\displaystyle M(n)} — временна́я сложность проверки существования совершенного паросочетания. 
Мы можем использовать матричный алгоритм Ибарра и Морана для выяснения, существует ли совершенное паросочетание. 
Тогда оптимальное решение может быть найдено с битовой сложностью {\displaystyle O(n^{\beta }\log ^{k}n)}. 
Для умножения двух n × n матриц нужно {\displaystyle O(n^{\beta })} арифметических операций и k — некоторое целое число, возникающее из действий над длинными целыми числами. Копперсмит (Coppersmith) и
Виноград (Winograd) показали, что умножение матриц можно сделать с {\displaystyle \beta =2{,}376}. 
Если мы хотим получить соответствующее оптимальное решение, мы можем использовать метод Альта, Блюма, Мелхорна и Паула (Alt, Blum, Mehlhorn, Paul) и получим полную сложность {\displaystyle O\left(n^{2{,}5}\left/{\sqrt {\log(n)}}\right.\right)} в случае плотной матрицы. 
Здесь плотность означает, что число ненулевых элементов {\displaystyle T_{i,j}} матрицы равно {\displaystyle O(n^{2})}.
Этот метод теоретически является лучшим из известных методов решения задачи.

### Двойственный алгоритм
Тесно связан с пороговым методом следующий двойственный алгоритм.
```
Вычислим 

  

    

      

        
t

        
=

        

          
max

          

            
k

            
=

            
1

            
,

            
2

            
,

            
…

            
,

            
n

          

        

        
(

        

          
min

          

            
r

            
=

            
1

            
,

            
2

            
,

            
…

            
,

            
n

          

        

        

          
c

          

            
r

            
,

            
k

          

        

        
,

        

          
min

          

            
j

            
=

            
1

            
,

            
2

            
,

            
…

            
,

            
n

          

        

        

          
c

          

            
k

            
,

            
j

          

        

        
)

      

    

    
{\displaystyle t=\max _{k=1,2,\dots ,n}(\min _{r=1,2,\dots ,n}c_{r,k},\min _{j=1,2,\dots ,n}c_{k,j})}

  

Положим 

  

    

      

        
M

        
=

        
∅

      

    

    
{\displaystyle M=\varnothing }

  

  (пустое множество).
Пока |M| < n, выполнять
  Определим двудольный граф G, соответствующий пороговому значению t.
  Найдем максимальное паросочетание в G.
  Если |M| < n, то
    Пусть 

  

    

      

        
R

        
⊆

        
U

      

    

    
{\displaystyle R\subseteq U}

  

 и 

  

    

      

        
J

        
⊆

        
V

      

    

    
{\displaystyle J\subseteq V}

  

 — множества вершин в минимальном покрытии графа G.
    Положим 

  

    

      

        
t

        
=

        

          
min

          

            
r

            
∈

            
R

            
,

            
j

            
∈

            
J

          

        

        

          
c

          

            
r

            
,

            
j

          

        

      

    

    
{\displaystyle t=\min _{r\in R,j\in J}c_{r,j}}

  

  конец если
конец цикла
```

Алгоритм использует  некоторую информацию о пороговом значении t, а именно — тот факт, что оптимальное значение не может быть меньше максимального значения из минимальных элементов в строках, а также максимального значения из минимальных элементов в столбцах матрицы C.
Таким образом, в качестве первого порогового значения можно взять
{\displaystyle t=\max _{1\leqslant k\leqslant n}(\min _{1\leqslant r\leqslant n}c_{r,k},\min _{1\leqslant j\leqslant n}c_{k,j})}
Двойтвенный метод начинает с этого значения t и создаёт минимальные наборы (индексов) столбцов  {\displaystyle J} и строк {\displaystyle R}, покрывающие все элементы матрицы  {\displaystyle c_{r,j}\leqslant t}. 
Это можно сделать, найдя максимальный набор дуг в графе G, задающих паросочетание. Здесь граф G — это двудольный граф с дугами (r,j), для которых {\displaystyle c_{r,j}\leqslant t}.
Если паросочетание не содержит все строки и столбцы, существуют элементы матрицы, определяющие оптимальное значение, и эти элементы больше t. 
Вследствие этого, мы можем принять новое значение {\displaystyle t=\min _{r\in R,j\in J}c_{r,j}}
и построить новый граф G. Этот граф содержит все рёбра предыдущего графа и как минимум одно новое ребро, так что мы можем начать поиск максимального паросочетания с уже найденного на предыдущем шаге.
Продолжаем, пока не найдём совершенное паросочетание.

### Алгоритм последовательных приращений
Ещё одним подходом к решению задачи может служить использование идей венгерского метода.
В России этот метод известен под названием 'Алгоритм Гросса'.
Изложим метод в реализации Деригса и Циммермана.
Введём несколько определений.
Дополняющим путём паросочетания называется путь, содержащий дуги паросочетания, при этом из двух соседних дуг одна обязательно принадлежит паросочетанию (т.е. дуги перемежаются — за дугой из паросочетания идёт дуга, не принадлежащая ему, и наоборот).
Пусть {\displaystyle P=([i_{1},j_{1}],[i_{2},j_{1}],[i_{2},j_{2}],\dots ,[i_{k},j_{k}])} — дополняющий путь для паросочетания M. 
Размер узкого места  {\displaystyle \ell (P)} определяется как
{\displaystyle \ell (P)=\max(c([i_{1},j_{1}]),c([i_{2},j_{2}]),\dots ,c([i_{k},j_{k}]))}.
Дополняющий путь называется b-кратчайшим путём, если размер узкого места минимален среди всех дополняющих путей M.
```
Пусть 

  

    

      

        
G

        
=

        
(

        
U

        
,

        
V

        
;

        
E

        
)

      

    

    
{\displaystyle G=(U,V;E)}

  

 — двудольный граф с длинами дуг 

  

    

      

        

          
c

          

            
i

            
,

            
j

          

        

      

    

    
{\displaystyle c_{i,j}}

  

 для дуг 

  

    

      

        
[

        
i

        
,

        
j

        
]

        
∈

        
E

      

    

    
{\displaystyle [i,j]\in E}

  

Найдем нижнюю границу t для целевой функции
     (т.е. 

  

    

      

        
t

        
=

        
max

        

          
(

          

            
max

            

              
u

              
∈

              
U

            

          

          

            
min

            

              
v

              
∈

              
V

            

          

          

            
c

            

              
u

              
,

              
v

            

          

          
,

          

            
max

            

              
v

              
∈

              
V

            

          

          

            
min

            

              
u

              
∈

              
U

            

          

          

            
c

            

              
u

            

          

          
,

          
v

          
)

        

      

    

    
{\displaystyle t=\max {(\max _{u\in U}\min _{v\in V}c_{u,v},\max _{v\in V}\min _{u\in U}c_{u},v)}}

  

)
Находим максимальное паросочетание M в графе G, имеющего дуги [i, j] если 

  

    

      

        

          
c

          

            
i

            
,

            
j

          

        

        
⩽

        
t

      

    

    
{\displaystyle c_{i,j}\leqslant t}

  

если |M| = |U|, то мы получили оптимальное решение t с оптимальным отношением M, и завершаем работу.
конец если
Пусть L — множество элементов U, для которых нет паросочетания.
пока L не пусто, выполнить
  Выберем вершину 

  

    

      

        
i

        
∈

        
L

      

    

    
{\displaystyle i\in L}

  

  Положим 

  

    

      

        
L

        
=

        
L

        
∖

        
{

        
i

        
}

      

    

    
{\displaystyle L=L\backslash \{i\}}

  

  P = Dijkstra(i)
  Комментарий: Функция Dijkstra(i) возвращает дополняющий путь, начинающийся в вершине i
  Если путь не найден, то
    Положим 

  

    

      

        
M

        
=

        
M

        
⊖

        
P

      

    

    
{\displaystyle M=M\ominus P}

  

    Положим 

  

    

      

        
t

        
=

        
max

        
(

        
t

        
,

        
ℓ

        
(

        
P

        
)

        
)

      

    

    
{\displaystyle t=\max(t,\ell (P))}

  

  конец если
конец пока
Комментарий: M — максимальное паросочетание с минимальной ценой t.
```

B-кратчайший дополняющий путь находится функцией Dijkstra().
Во время поиска b-кратчайшего пути помечаем вершину {\displaystyle x\in U} значением {\displaystyle ({\overline {\alpha }}(x),{\overline {\beta }}(x))}, где {\displaystyle {\overline {\alpha }}(x)} является размером узкого места b-кратчайшего пути из {\displaystyle i_{1}} в эту вершину, а {\displaystyle {\overline {\beta }}(x)} означает непосредственного предшественника в b-кратчайшем пути из {\displaystyle i_{1}} в вершину {\displaystyle x}.
Аналогичным образом помечаем вершину {\displaystyle x\in V} значением {\displaystyle (\alpha (x),\beta (x))}, где {\displaystyle \alpha (x)} является размером узкого места b-кратчайшего пути из {\displaystyle i_{1}} в эту вершину, а {\displaystyle \beta (x)} означает непосредственного предшественника в b-кратчайшем пути из {\displaystyle i_{1}} в вершину {\displaystyle x}.
```
Функция Dijkstra(i)
Комментарий: Модифицированный алгоритм Дейкстры для задачи о назначениях для узких мест.
Помечаем все вершины 

  

    

      

        
j

        
∈

        
V

      

    

    
{\displaystyle j\in V}

  

, положив 

  

    

      

        
(

        
α

        
(

        
j

        
)

        
,

        
β

        
(

        
j

        
)

        
)

        
=

        
(

        
∞

        
,

        
∅

        
)

      

    

    
{\displaystyle (\alpha (j),\beta (j))=(\infty ,\varnothing )}

  

.
Положим R = V Комментарий: R содержит непросмотренные вершины V
α(i) = t, P = пусто
Для всех соседей 

  

    

      

        
j

        
∈

        
R

      

    

    
{\displaystyle j\in R}

  

 вершины i выполнить
  Если 

  

    

      

        
α

        
(

        
j

        
)

        
>

        
max

        
(

        

          

            
α

            
¯

          

        

        
(

        
i

        
)

        
,

        

          
c

          

            
i

            
,

            
j

          

        

        
)

      

    

    
{\displaystyle \alpha (j)>\max({\overline {\alpha }}(i),c_{i,j})}

  

, то
    Положим 

  

    

      

        
α

        
(

        
j

        
)

        
=

        
max

        
(

        

          

            
α

            
¯

          

        

        
(

        
i

        
)

        
,

        

          
c

          

            
i

            
,

            
j

          

        

        
)

      

    

    
{\displaystyle \alpha (j)=\max({\overline {\alpha }}(i),c_{i,j})}

  

    

  

    

      

        
β

        
(

        
j

        
)

        
=

        
i

      

    

    
{\displaystyle \beta (j)=i}

  

  конец если
конец цикла
пока R пусто, выполнять
  Найдём вершину 

  

    

      

        
r

        
∈

        
R

      

    

    
{\displaystyle r\in R}

  

 с минимальным 

  

    

      

        
α

        
(

        
r

        
)

      

    

    
{\displaystyle \alpha (r)}

  

;
  Если 

  

    

      

        
α

        
(

        
r

        
)

        
=

        
∞

      

    

    
{\displaystyle \alpha (r)=\infty }

  

, то 
    Положим 

  

    

      

        
R

        
=

        
∅

      

    

    
{\displaystyle R=\varnothing }

  

  иначе
    если r не входит в паросочетание, то
      Находим путь P, образованный последовательностью вершин 

  

    

      

        
(

        
i

        
,

        
…

        
,

        

          

            
β

            
¯

          

        

        
(

        
β

        
(

        
r

        
)

        
)

        
,

        
β

        
(

        
r

        
)

        
,

        
r

        
)

      

    

    
{\displaystyle (i,\dots ,{\overline {\beta }}(\beta (r)),\beta (r),r)}

  

      Положим 

  

    

      

        
ℓ

        
(

        
P

        
)

        
=

        
α

        
(

        
r

        
)

      

    

    
{\displaystyle \ell (P)=\alpha (r)}

  

      

  

    

      

        
R

        
=

        
∅

      

    

    
{\displaystyle R=\varnothing }

  

    Иначе
      Пусть [s, r] — ребро паросочетания
      Помечаем s: 

  

    

      

        
(

        

          

            
α

            
¯

          

        

        
(

        
s

        
)

        
,

        

          

            
β

            
¯

          

        

        
(

        
s

        
)

        
)

        
=

        
(

        
α

        
(

        
r

        
)

        
,

        
r

        
)

      

    

    
{\displaystyle ({\overline {\alpha }}(s),{\overline {\beta }}(s))=(\alpha (r),r)}

  

      Положим 

  

    

      

        
R

        
=

        
R

        
∖

        
{

        
r

        
}

      

    

    
{\displaystyle R=R\backslash \{r\}}

  

      Для всех соседей 

  

    

      

        
j

        
∈

        
R

      

    

    
{\displaystyle j\in R}

  

 вершины s выполнить
        Если 

  

    

      

        
α

        
(

        
j

        
)

        
>

        
max

        
(

        

          

            
α

            
¯

          

        

        
(

        
s

        
)

        
,

        

          
c

          

            
s

            
,

            
j

          

        

        
)

      

    

    
{\displaystyle \alpha (j)>\max({\overline {\alpha }}(s),c_{s,j})}

  

, то
          Положим 

  

    

      

        
α

        
(

        
j

        
)

        
=

        
max

        
(

        

          

            
α

            
¯

          

        

        
(

        
s

        
)

        
,

        

          
c

          

            
s

            
,

            
j

          

        

        
)

      

    

    
{\displaystyle \alpha (j)=\max({\overline {\alpha }}(s),c_{s,j})}

  

          

  

    

      

        
β

        
(

        
j

        
)

        
=

        
s

      

    

    
{\displaystyle \beta (j)=s}

  

        конец если
      конец цикла
    конец если
  конец если
конец пока
```

## Асимптотическое поведение
Пусть {\displaystyle c_{n}^{*}} обозначает оптимальное значение функции для n исполнителей и n работ.  Если цены {\displaystyle c_{ij}} выбираются из равномерного распределения на отрезке (0,1), то
{\displaystyle E[c_{n}^{*}]={\frac {\log n+\log 2+\gamma }{n}}+O\left({\frac {(\log n)^{2}}{n^{7/5}}}\right)}
и
{\displaystyle \mathrm {Var} [c_{n}^{*}]={\frac {\zeta (2)-2(\log 2)^{2}}{n^{2}}}+O\left({\frac {(\log n)^{2}}{n^{7/3}}}\right).}